# 臺北市萬華區雙園國民小學
臺北市萬華區雙園國民小學，是位於臺北市萬華區莒光路的一所國民小學，前身為臺北堀江公學校，創建於1936年（日昭和11年）。

## 校史
1936年（日昭和11年）4月1日創校，原名「臺北堀江公學校」。1937年(日昭和12年)，新校舍落成。1941年(日昭和16年)，校名改為「臺北堀江國民學校」。1945年（日昭和20年；民國34年）10月25日，第二次世界大戰結束，台灣由國民政府接收，校名改為「臺北市雙園區雙園國民學校」。1965年(民國54年)，成立雙園啟智班。1968年(民國57年)，校名改稱「臺北市雙園區雙園國民小學」。
1978年(民國67年)，露天游泳池落成啟用。1981年(民國70年)，成立「雙園國民小學附設夜間補校」。1999年(民國88年)，設立「西區特殊教育資源中心」。

## 歷史建築
雙園國小健康樓為日治時期興建，雖經加改建而結構尚好，背立面二樓拱窗及洗石子外牆仍為原有形制，樓板、梁線腳裝飾、雨庇保留日本時代特色，具有工藝歷史價值，2019年10月經北市文化局文資審議委員會通過，登錄為北市歷史建築物。

## 榮譽
- 2005年，榮獲教育部「教學卓越金質獎」。
- 2006年，榮獲「臺北市優質學校-學生學習獎」。
- 2009年，獲得校園建築與運動空間活化卓越學校「學校建築之光獎」、「臺北市優質學校-專業發展獎」。
- 2010年，獲得「臺北好好看亮麗永續獎」、「臺北市教育111標竿學校」。
- 2011年，武術隊受邀參與建國百年兒童版國歌影片演出。
- 2012年，獲得教育部101年度交通安全教育評鑑優等、教育部健康促進學校國際認證銅質獎。
- 2013年，榮獲臺北市北區語文競賽第三名、臺北市立教育大學頒贈「特約專業發展學校」。

## 歷任校長
| 日本時代 | 小宮山信二郎 | 昭和17年       |
| 日本時代 | 石 井 先生   | 昭和20年       |
| 第1任    | 林清德 先生  | 34.11 ~ 37.08  |
| 第2任    | 周有進 先生  | 37.09 ~ 38.07  |
| 第3任    | 林 煉 先生   | 38.08 ~ 42.01  |
| 第4任    | 李金蟬 先生  | 42.02 ~ 44.08  |
| 第5任    | 陳清諒 先生  | 44.09 ~ 52.08  |
| 代理校長 | 陳永熙 先生  | 52.08 ~ 52.11  |
| 第6任    | 陳溪祥 先生  | 52.12 ~ 58.07  |
| 第7任    | 陳玿光 先生  | 58.08 ~ 61.07  |
| 第8任    | 吳雨泉 先生  | 61.08 ~ 66.07  |
| 第9任    | 王陳美女女士 | 66.08 ~ 69.01  |
| 第10任   | 康 健 先生   | 69.02 ~ 77.07  |
| 第11任   | 李聰超 先生  | 77.08 ~ 84.01  |
| 第12任   | 黃家懋 先生  | 84.02 ~ 91.07  |
| 第13任   | 張淑慧 女士  | 91.08 ~ 95.07  |
| 第14任   | 何芳錫 先生  | 95.08 ~103.07  |
| 第15任   | 林松金 先生  | 103.08 ~107.07 |
| 第16任   | 韓崑河 先生  | 107.08~112.08  |

## 歷任家長會長
| 會長姓名   | 起訖年月        |
| 辛玉池先生 | 78.10 ~ 79.09   |
| 鄭滿流先生 | 79.10 ~ 80.09   |
| 梁應裕先生 | 80.10 ~ 83.09   |
| 吳進益先生 | 83.10 ~ 85.09   |
| 許惠城先生 | 85.10 ~ 86.09   |
| 林正川先生 | 86.10 ~ 89.09   |
| 吳永發先生 | 89.10 ~ 90.09   |
| 黃阿木先生 | 90.10 ~ 92.09   |
| 劉木榮先生 | 92.10 ~ 93.09   |
| 蔡麗芬女士 | 93.10 ~ 94.09   |
| 蔡美惠女士 | 94.10 ~ 96.09   |
| 劉木榮先生 | 96.10 ~ 97.09   |
| 陳麗玉女士 | 97.10 ~ 98.09   |
| 馬珮芸女士 | 98.10 ~ 99.09   |
| 劉洛瑜女士 | 99.10 ~ 101.09  |
| 邱莉文女士 | 101.10 ~ 102.09 |
| 劉洛瑜女士 | 102.10 ~103.10  |
| 潘勇全先生 | 103.10 ~104.10  |
| 劉怡杏女士 | 104.10~105.10   |
| 吳宜達先生 | 105.10~107.10   |
| 劉佳玟女士 | 107.10~108.10   |
| 林志成先生 | 108.10~109.10   |
| 劉佳玟女士 | 109.10~迄今     |

## 外部連結
- 雙園國小學校官網 （页面存档备份，存于）